# Veliki Bročanac
Veliki Bročanac falu Horvátországban Split-Dalmácia megyében. Közigazgatásilag Klisszához tartozik.

## Fekvése
Splittől légvonalban 10, közúton 24 km-re északra, községközpontjától légvonalban 7, közúton 11 km-re északnyugatra, a Kozjak-hegységtől északkeletre, a dalmát Zagora területén fekszik.

## Története
A település valószínűleg a 17. század második felében keletkezett, amikor Klissza felszabadítása után a velenceiek több száz keresztény családot telepítettek le a török uralom idején pusztán álló területekre. 1797-ben a Velencei Köztársaság megszűnésével a település a Habsburg Birodalom része lett. 1806-ban Napóleon csapatai foglalták el és 1813-ig francia uralom alatt állt. Napóleon bukása után ismét Habsburg uralom következett, mely az első világháború végéig tartott. A településnek 1857-ben 374, 1910-ben 558 lakosa volt. Az I. világháború után rövid ideig az Olasz Királyság, ezután a Szerb-Horvát-Szlovén Királyság, majd Jugoszlávia része lett. A második világháború idején olasz csapatok szállták meg. 1991-ben lakosságának 81 százaléka horvát, 16 százaléka szerb nemzetiségű volt. A háború után a szocialista Jugoszlávia része lett. Lakossága 2011-ben 159 fő volt. A katolikus hívek a prugovoi plébániához tartoztak.

## Lakosság
| Lakosság változása | Lakosság változása | Lakosság változása | Lakosság változása | Lakosság változása | Lakosság változása | Lakosság változása | Lakosság változása | Lakosság változása | Lakosság változása | Lakosság változása | Lakosság változása | Lakosság változása | Lakosság változása | Lakosság változása | Lakosság változása |
| ------------------ | ------------------ | ------------------ | ------------------ | ------------------ | ------------------ | ------------------ | ------------------ | ------------------ | ------------------ | ------------------ | ------------------ | ------------------ | ------------------ | ------------------ | ------------------ |
| 1857               | 1869               | 1880               | 1890               | 1900               | 1910               | 1921               | 1931               | 1948               | 1953               | 1961               | 1971               | 1981               | 1991               | 2001               | 2011               |
| 374                | 471                | 414                | 447                | 487                | 558                | 558                | 653                | 391                | 426                | 346                | 283                | 241                | 187                | 169                | 159                |

(1857-be és 1869-ben Gornji Broćanac, 1880-tól 1900-ig Veli Broćanac, majd 1991-ig Veliki Broćanac néven. 1869-ben Konjsko lakóinak egy részét és a korábbi Mali Mali Broćanac lakosságát  is ide számították. Mali Broćanac 1948-ig önálló település volt.)

## Nevezetességei
- A kedvező földrajzi helyzetének és a kis mértékű fényszennyezésnek köszönhetően itt működik a Salonai Asztronómiai Központ, mely különböző tudományos tevékenységet folytat az asztronómia területén. Ma legfontosabb tevékenysége a meteorok speciális kamerákkal történő detektálása. Tervben van a központ csillagvizsgálóvá történő fejlesztése.
- Assisi Szent Ferenc tiszteletére szentelt római katolikus temploma a 18. században épült. Egyhajós épület, négyszögletes, dongaboltozatos apszissal. A homlokzat feletti betonból és kőből épített harangtoronyban két harang látható. A szentélynél a jobb oldalon Szent Ferenc, a bal oldalon Jézus szobra található. A templomot több alkalommal restaurálták, legutóbb kívülről renoválták. Körülötte fallal kerített temető található, ahol 1997-ben keresztet emeltek a Horvátországért elesett hősöknek.